# Geundeok-myeon
Geundeok-myeon (koreanska: 근덕면) är en socken i kommunen Samcheok i  provinsen Gangwon i den nordöstra delen av Sydkorea,  200 km öster om huvudstaden Seoul.